# Dråby (Ebeltoft)
 For alternative betydninger, se Dråby. (Se også artikler, som begynder med Dråby)
Dråby er en by på Djursland, beliggende 4 km nordøst for Ebeltoft nær Mols. Byen ligger i Dråby Sogn (Syddjurs Kommune) i Syddjurs Kommune som er en del af Region Midtjylland. I byen ligger Dråby Kirke.
Den ældste omtale af byen Dråby, der kendes, er i Kong Valdemars Jordebog fra år cirka 1240,
hvor den står opført som Draghby, og byens navn har igennem tiden haft forskellige andre former.